# Shamo (Manga)
Shamo (jap. 軍鶏, auch シャモ, übersetzt „Kampfhahn“) ist eine seit 1998 erscheinende Manga-Serie des japanischen Zeichners Akio Tanaka nach einer Geschichte von Izō Hashimoto. Der bisher etwa 5.000 Seiten umfassende Comic richtet sich an eine erwachsene Leserschaft, ist also der Seinen-Gattung zuzuordnen.

## Handlung
Der sechzehnjährige Ryo Narushima geht auf eine angesehene Privatschule und hat gute Noten. Eines Tages ersticht er seine Eltern brutal, da sie seinen Geist ruinieren würden. Der Fall erregt Aufmerksamkeit in ganz Japan und löst eine Debatte über das Erziehungssystem des Landes los. Ryo kommt in eine Besserungsanstalt für jugendliche Straftäter, aus der er bei guter Führung nach zwei Jahren entlassen werden könnte. In der Anstalt wird Ryo zunächst von anderen Insassen vergewaltigt, rächt sich aber, indem er während des Oralverkehrs zubeißt.
Die Insassen erhalten Karate-Unterricht von einem zu „lebenslänglich“ verurteilten Gefangenen eines anderen Gefängnisses. Obwohl Ryo zunächst schlecht in dem Kampfsport zu sein scheint, sieht der Karate-Lehrer in ihm Kampfgeist und gibt ihm Tipps. Ryo wird von den Aufsehern und den anderen Insassen weiterhin verachtet und schlägt einen, der ihn besonders tyrannisiert, mit seinen neu gewonnenen Karate-Kenntnissen zusammen. Ryo steigert sich weiter in sein Karate-Training und übt in seiner Einzelzelle so oft es geht. Dadurch wird er stark und kann sich gegen die anderen Gefangenen durchsetzen, die sich an ihm rächen wollen.
Seine Schwester Natsumi, die den Mord mit angesehen hat, kommt ihn besuchen, um ihm mitzuteilen, dass sie verstehen kann, warum er die Eltern ermordet hat, ihn aber trotzdem dafür hasst. Sie hat wegen dieses traumatischen Erlebnisses die Schule abgebrochen und wird, da die Verwandten das vererbte Vermögen genommen haben, fortan als Prostituierte arbeiten. Sie kommt in die Drogenszene.
Nach zwei Jahren wird Ryo entlassen und arbeitet zunächst als Stricher. Dann wird er professioneller Karateka. Nach intensiven Trainings gewinnt er das Banryukai-Turnier in der Leichtgewichtsklasse und verletzt einen thailändischen Profikämpfer bei einem Kampf so schwer, dass dieser nie mehr kämpfen kann. Das Publikum verachtet Ryo und feuert stets seinen Gegner an.
Ryo will nun gegen Naoto Sugawara antreten, der als einer der stärksten Karatekämpfer Japans gilt und in einer höheren Gewichtsklasse als er kämpft. Um ihn dazu zu bringen, gegen ihn zu kämpfen, vergewaltigt Ryo Sugawaras Freundin. Es kommt zu einem Kampf im Tokyo Dome, der sich zu einem Medienereignis entwickelt. Obwohl Sugawara Ryo ursprünglich in dem Kampf aus Rache für seine Freundin umbringen will, geschieht dies nicht. Er gewinnt nur knapp. Sugawara absolviert daraufhin ein hartes Training und lädt Ryo zu einem Duell in einem abgeschiedenen Buddhistentempel ein. Diesen Kampf verliert Sugawara und wird schwer verletzt.
Ryo flieht nach Shanghai und tritt dort in illegalen Attraktionskämpfen auf, wo er zahlreiche starke Gegner besiegt und sich dadurch einen guten Ruf sichert. Um seine Ersparnisse zu vermehren, arbeitet er nebenbei auch als Prostituierter. Das verdiente Geld schickt er seiner Schwester Natsumi, die in einer Entzugsklinik ist und ihren Bruder kaum mehr erkennt. Es taucht bei den Attraktionskämpfen ein Gegner namens Son Goku auf, der ständig eine Maske trägt und Ryo zu besiegen droht, bis Son Gokus ehemaliger Meister auftaucht. Der Meister trainiert Ryo an einem abgeschiedenen Ort in den Bergen Chinas. Dort taucht Son Goku auf und versetzt dem durch eine Krankheit geschwächten Meister den Gnadenstoß. Ryo reißt Son Goku in einem Kampf die Maske ab, woraufhin dieser sich eine Klippe hinunterstürzt.

## Veröffentlichungen
Shamo erschien in Japan erstmals 1998 im Manga-Magazin Manga Action, in dem zu dieser Zeit unter anderem auch Akira Sasōs Shindō veröffentlicht wurde. Bis August 2003, als das Magazin eingestellt wurde, kam wöchentlich ein neues Kapitel des Mangas heraus. Im Magazin Evening, das bei Kōdansha, einem größeren Verlag erscheint, wird der Manga seit 2004 fortgesetzt. Die im Manga Action publizierten Einzelkapitel brachte der Futabasha-Verlag in neunzehn Sammelbände heraus. Seit dem Verlagswechsel verlegt Kōdansha die weiteren Bände. Insgesamt sind in Japan bislang 25 erschienen.
Der Manga wurde auch in Frankreich (als Coq de combat), Spanien (als Shamo: Gallo de pelea) und Deutschland veröffentlicht. Egmont Manga & Anime brachte den ersten Band im Juni 2002 auf Deutsch heraus. Im November 2006 stellte der Verlag den Manga nach dem neunzehnten Band ein, da man die Rechte nach dem Verlagswechsel neu verhandeln hätte müssen und Shamo für den Verlag wegen schlechter Verkaufszahlen pro Band einen Verlust von circa 7.000 Euro einbrachte. Während sich der erste Band in Deutschland noch ungefähr 5.000 mal verkaufte, waren es beim siebzehnten nur mehr 1.400 verkaufte Exemplare.
Shamo wurde 2007 unter Mitwirkung von Izō Hashimoto verfilmt. 2010 erschien diese Verfilmung unter dem Titel Shamo – The Ultimate Fighter erstmals in deutscher Sprache.

## Auszeichnungen
Der Manga war 2003 für den Osamu-Tezuka-Kulturpreis nominiert, wurde aber letztendlich nicht ausgezeichnet. Auf dem Festival international de la bande dessinée d’Angoulême 2005 war der Manga in der Kategorie Beste Serie und für den Publikumspreis als Bestes Album nominiert.